# U 36 (U-Boot, 1936)

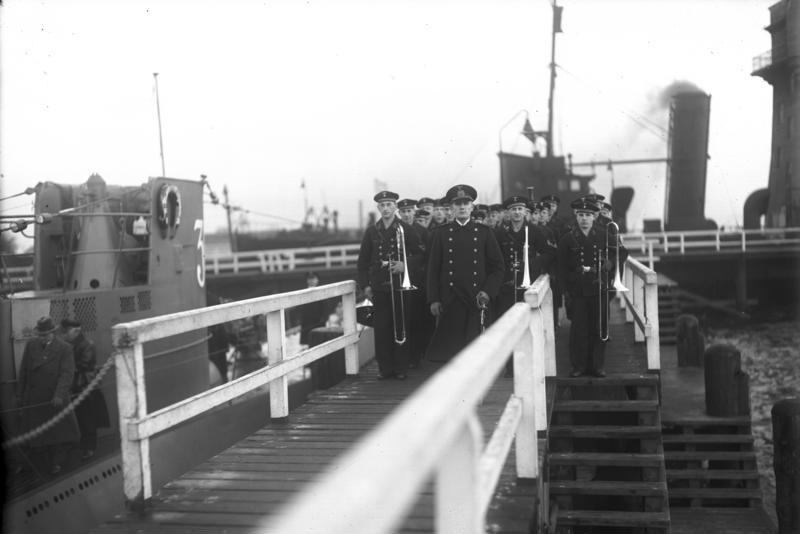
Indienststellung von U 36 (14. Dezember 1936)

U 36 war ein deutsches U-Boot vom Typ VII A, das im Zweiten Weltkrieg von der Kriegsmarine eingesetzt wurde.

## Geschichte
Das Boot wurde am 2. März 1936 auf Kiel gelegt und hatte am 4. November des gleichen Jahres seinen Stapellauf. U 36 wurde am 16. Dezember 1936 unter dem Kommando von Kapitänleutnant Klaus Ewerth in Dienst gestellt. Das Boot gehörte nach der Indienststellung bis zu seiner Versenkung am 4. Dezember 1939 – mit einer kurzen Unterbrechung im September 1939, als es als Schulboot zur U-Boots-Schulflottille gehörte – zur U-Flottille „Saltzwedel“ in Wilhelmshaven.
Von April bis Mai 1937 befand sich U 36 zur Seeüberwachung während des Spanischen Bürgerkriegs vor Alicante. Vom 8. Juli 1937 bis zum 29. August 1937 und vom 11. Dezember 1937 bis zum 12. Februar 1938 wurden Tauch- und Geleitübungen mit U 37 vor Spanien durchgeführt. In Sevilla wurde am 23. Januar 1938 ein Fliegerangriff abgewehrt, bei dem das Boot Beschussschäden davontrug.
Am 1. Februar 1939 übernahm Korvettenkapitän Wilhelm Fröhlich das Kommando.
U 36 unternahm im Zweiten Weltkrieg zwei Feindfahrten, auf denen es zwei Schiffe mit einer Gesamttonnage von 2813 BRT versenkte. Ein Schiff mit 1619 BRT wurde als Prise aufgebracht.

## Einsatzstatistik

### Erste Feindfahrt
Das Boot lief am 31. August 1939 um 20:00 Uhr von Wilhelmshaven aus und am 30. September 1939 um 17:30 Uhr in Kiel ein. Auf dieser 30 Tage dauernden Unternehmung in der Nordsee und vor Südnorwegen wurden zwei Schiffe mit 2786 BRT versenkt und ein Schiff mit 1619 BRT als Prise eingebracht.
- 15. September 1939: Versenkung des britischen Dampfers Truro (Lage) (974 BRT) durch einen Torpedo. Er hatte 800 t Frachtgut, darunter Kohle, Koks, Bauxit, Nickel und Kupfer geladen und befand sich auf dem Weg nach Trondheim. Es gab keine Toten, 28 Überlebende.
- 25. September 1939: Versenkung des schwedischen Dampfers Silesa (Lage) (1839 BRT) durch einen Torpedo. Er hatte Holz, Stahl und Eisen geladen und befand sich auf dem Weg von Göteborg nach Hull. Menschenverluste sind unklar.
- 27. September 1939: Kaperung des schwedischen Dampfers Algeria (1617 BRT). Der Dampfer hatte Eisen und Zellulose geladen und war auf dem Weg von Kirkwall nach Genua. Das Schiff wurde aufgebracht, mit einem Prisenkommando besetzt und nach Kiel geschickt.

### Zweite Feindfahrt
Das Boot lief am 2. Dezember 1939 um 0:10 Uhr von Kiel aus. Es wurde am 4. Dezember 1939 versenkt. Während dieser drei Tage dauernden Unternehmung in die Nordsee wurden keine Schiffe versenkt.

## Verbleib
Das Boot wurde am 4. Dezember 1939 in der Nordsee südwestlich von Kristiansand-Süd, etwa 73 sm vom Lister-Leuchtturm entfernt, durch das britische U-Boot HMS Salmon versenkt. Die Salmon schoss einen Sechserfächer, doch nur ein Torpedo traf U 36, das nach einer zirka 60 m hohen Explosionswolke von der Wasseroberfläche verschwunden war. Es war ein Totalverlust mit 40 Toten. Die Position war 57° 0′ N, 5° 2′ O im Marine-Planquadrat AN 3761.